# Малогасвіцьке
Малога́свіцьке (рос. Малогасвицкое) — село у складі Бузулуцького району Оренбурзької області, Росія.

## Населення
Населення — 138 осіб (2010; 120 у 2002).
Національний склад (станом на 2002 рік):
- росіяни — 96 %